# Acrosticta rufiventris
Acrosticta rufiventris är en tvåvingeart som beskrevs av Friedrich Georg Hendel 1910. Acrosticta rufiventris ingår i släktet Acrosticta och familjen fläckflugor. Inga underarter finns listade i Catalogue of Life.